# الطفاين (حجة)

تعديل مصدري - تعديل

الطفاين هي إحدى قرى عزلة النفيش بمديرية حجة التابعة لمحافظة حجة، بلغ تعداد سكانها 213 نسمة حسب تعداد اليمن لعام 2004.